# Нянгчу
Нянгчу (на тибетски: ཉང་ཆུ།་; на китайски: 年楚河; на пинин: Niánchǔ Hé) е река в Югозападен Китай, в Тибетския автономен регион, десен приток на Брахмапутра (Цангпо). С дължина 217 km и площ на водосборния басейн 11 130 km² река Нянгчу води началото си от безименен ледник на северния склон на Хималаите, на 5138 m н.в., в непосредствена близост до границата с Бутан. По цялото си протежение тече в тясна, но плодородна долина. Влива се отдясно в река Брахмапутра (Цагпо), на 3835 m н.в., на 3 km северно от град Шигадзе. Основен приток – Лараподжу (ляв). Има ясно изразено пролетно-лятно пълноводие, а през зимата замръзва. Покрай долното и средното ѝ течение преминава участък от шосето от Сиким за Лхаса през Хималаите. В долината ѝ са разположени градовете Джангдзе и Шигадзе.